# Louis Fays
Louis Fays, né le 13 mars 1870 à La Magdeleine (Charente) où il est mort le 15 juin 1949, est un homme politique français.

## Biographie
Médecin en 1896, il s'installe à Ruffec. Il est conseiller général du canton de Ruffec de 1907 à 1940 et maire de Ruffec de 1912 à 1945, il est député de la Charente de 1928 à 1936, siégeant sur les bancs radicaux.

## Sources
- « Louis Fays », dans le Dictionnaire des parlementaires français (1889-1940), sous la direction de Jean Jolly, PUF, 1960 [détail de l’édition]